# Kujō Masamoto
Kujō Masamoto (九条 政基?   12 de junio de 1445 – 5 de mayo de 1516) fue un kugyō (cortesano japonés de clase alta) que vivió durante la era Muromachi. Fue miembro de la familia Kujō (derivada del clan Fujiwara) e hijo de Kujō Mitsuie.
Ingresó a la corte imperial en 1459 con el rango shōgoi inferior, pero ascendió rápidamente en el mismo año al rango shōshii inferior. En 1460 fue promovido al rango jusanmi y nombrado gonchūnagon, para ser ascendido en 1461 al rango shōsanmi y al cargo de gondainagon.  En 1462 ascendió al rango junii.
En 1468 fue nombrado udaijin y promovido al rango shōnii, luego nombrado sadaijin en 1475 (hasta 1476) y ascendido en 1476 al rango juichi. También en 1476 fue nombrado kanpaku (regente) del Emperador Go-Tsuchimikado hasta 1479. En 1477 fue nombrado líder del clan Fujiwara.
Tuvo como hijo al regente Kujō Hisatsune.